# Opius brunipennis
Opius brunipennis är en stekelart som beskrevs av Fischer 1965. Opius brunipennis ingår i släktet Opius och familjen bracksteklar. Inga underarter finns listade i Catalogue of Life.